# ズーゴート
ズーグ、ズーゴート（תְּקוּפָה) הַזּוּגוֹת) zūghôth, zugot）は、タンナーイームに先行する時代のハラーハーの指導者であり、トーラー・シェベアル＝ペ（口伝律法）の伝承に責任を持った五組・五代の人間に対する名称・称号。この時代をズーゴート時代（təqūphāh hazZūghôth）ともいう。
ミシュナーのネジーキーン・アーボートにおいて言及されている。
ズーグという言葉は、ラテン語の "duumviri" に相当する。
ハギーガー chagigah では、二人が常にサンヘドリンの首長として任命され、1人がサンヘドリン長（ナーシー）となり、もう一方が副サンヘドリン長と法廷（ベート・ディーン bet din）の首長となることが述べられている。

## ズーグの一覧
1. ヨーセ・ベン＝ヨーエゼル Jose ben Joezer、エルサレムのヨーセ・ベン＝ヨーハーナーン Jose ben Johanan
マカベア戦争の時代に活躍（）
2. イェホーシューア・ベン＝ペラヒヤー Joshua ben Perachyah、アルベラのニッタイ Nittai of Arbela
ヨハネ・ヒルカノス John Hyrcanus の時代（）
3. イェフーダー・ベン＝タッバイ Judah ben T'abbai、シムオーン・ベン＝シェタハ Simeon ben Shet'ach
アレクサンドロス・ヤンナイオス Alexander Jannæus とサロメ・アレクサンドラの時代に相当する（）
4. シェマーヤー Shemaiah（サンヘドリン長）、アブタリオーン Abtalion（副サンヘドリン長）
ヒルカノス2世 Hyrcanus II の時代。二人とも改宗者。ここまではミシュナー前の時代 pre-Mishnaic era のラビとされる（）
5. ヒレル Hillel、シャンマイ Shammai
ヘロデ王の時代（1世紀）。ミシュナー時代のラビとされる